# Ноґуті Кодзі
Кодзі Ноґуті (яп. 幸司 野口; нар. 5 червня 1970, Тіба, Японія) — японський футболіст, що грав на позиції нападника. Має один виступ за національну збірну Японії.

## Клубна кар'єра
У дорослому футболі дебютував 1989 року виступами за команду клубу «Бельмаре», в якій провів вісім сезонів, взявши участь у 204 матчах чемпіонату.  Більшість часу, проведеного у складі «Бельмаре», був основним гравцем атакувальної ланки команди.
Протягом 1997—1997 років захищав кольори команди клубу «Кавасакі Фронтале».
Своєю грою за останню команду привернув увагу представників тренерського штабу клубу «Нагоя Грампус», до складу якого приєднався 1998 року. Відіграв за команду з Нагої наступний сезон своєї ігрової кар'єри.
Завершив професійну ігрову кар'єру у клубі «Омія Ардія», за команду якого виступав протягом 2000 року.

## Виступи за збірну
1995 року дебютував в офіційних матчах у складі національної збірної Японії. Протягом кар'єри у національній команді провів у формі головної команди країни 1 матч.

## Титули і досягнення
- Володар Кубка Імператора (2):

«Бельмаре Хірацука»: 1994
«Наґоя Ґрампус»: 1999